# Tamara Txeremnova
Tamara Txeremnova (rus Тамара Черемнова, Novokuznetsk, óblast de Kémerovo, 6 de desembre de 1955 és una escriptora russa.
Poc després de néixer li fou diagnosticada paràlisi cerebral. El 1961, quan tenia sis anys, els pares la enviaren a una casa d'atenció especialitzada, on li van diagnosticar «discapacitat intel·lectual». Tot i així, la mestra Anna Sutyagina la va ensenyar a llegir i escriure. El 1973, en complir 18 anys, fou enviada a un asil mental a Novokuznetsk, d'on va sortir per anar a viure a un centre d'atenció especialitzada, on va començar a escriure malgrat les dificultats físiques.
El 1990 va escriure el seu primer llibre de literatura infantil, De la vida del fetiller Mixuta, publicat per la Editorial de l'óblast de Kémerovo. Amb els guanys del llibre va comprar una màquina d'escriure i el 2003 va escriure Sobre el pèl roig Tajiuxka. Aquest llibre, però, no fou publicat perquè l'editorial el considerava força complicat per als nens. Tanmateix, el seus escrits van ser llegits a internet per una editora de Moscou. Des d'aleshores, tot i que és coneguda com la contadora d'històries de Sibèria, ha continuat vivint al centre d'atenció, on ha contractat dues infermeres que la vesteixen i l'alimenten. El desembre de 2018 fou inclosa a la llista 100 Women BBC.

## Obres
- Из жизни волшебника Мишуты (De la vida del fetiller Mixuta, 1990)
- Про рыжую Таюшку (Sobre el pèl roig Tajiuxka, 2003)
- Приключения лесной ведьмочки Шиши (Aventura al bosc amb Xixi, 2015) ISBN 9785519026147
- Шел по осени щенок (Passejant amb el cadell de tardor, 2018) ISBN 978-5519548243
- Трава, пробившая асфальт (Herba, mostres d'asfalt, 2018) ISBN 978-5519593274